# ادگار چویری
ادگار. ی. چویری (انگلیسی: Edgar Y. Choueiri؛ زاده ۱۹۶۱ در لبنان) یک فیزیک‌دان پلاسمایی آمریکایی لبنانی و رئیس پیشین آکادمی علوم لبنان است.وی بیشتر برای روشن شدن نقش ناپایداری‌های پلاسما در پیشران‌های برقی فضاپیما (به پیشرانه پلاسما مراجعه کنید)، درک و توسعه مفاهیم پیشرانه جدید فضاپیما و اخیراً برای کار خود با صدا سه بعدی شناخته شده‌است.
چویری استاد مهندسی فیزیک کاربردی و مهندسی هوافضا در دانشگاه پرینستون است. همچنین او مدیر آزمایشگاه نیروی پیشران الکتریکی و پلاسما پویا، مدیر برنامه فیزیک مهندسی پرینستون و پژوهشگر اصلی آزمایشگاه صوتی سه‌بعدی و کاربردی دانشگاه پرینستون (3D3A) است. وی عضو مؤسسه هوانوردی و فضانوردی آمریکا (AIAA) و پیش از این رئیس انجمن پیشران موشک الکتریکی بوده‌است.
در سال ۲۰۰۴، چویری به دلیل فعالیت خود در فضانوردی توسط رئیس‌جمهور جمهوری لبنان به عنوان شوالیه (مدال سفارش سروها، درجه نایت) شناخته شد.